# Andreas Mettler

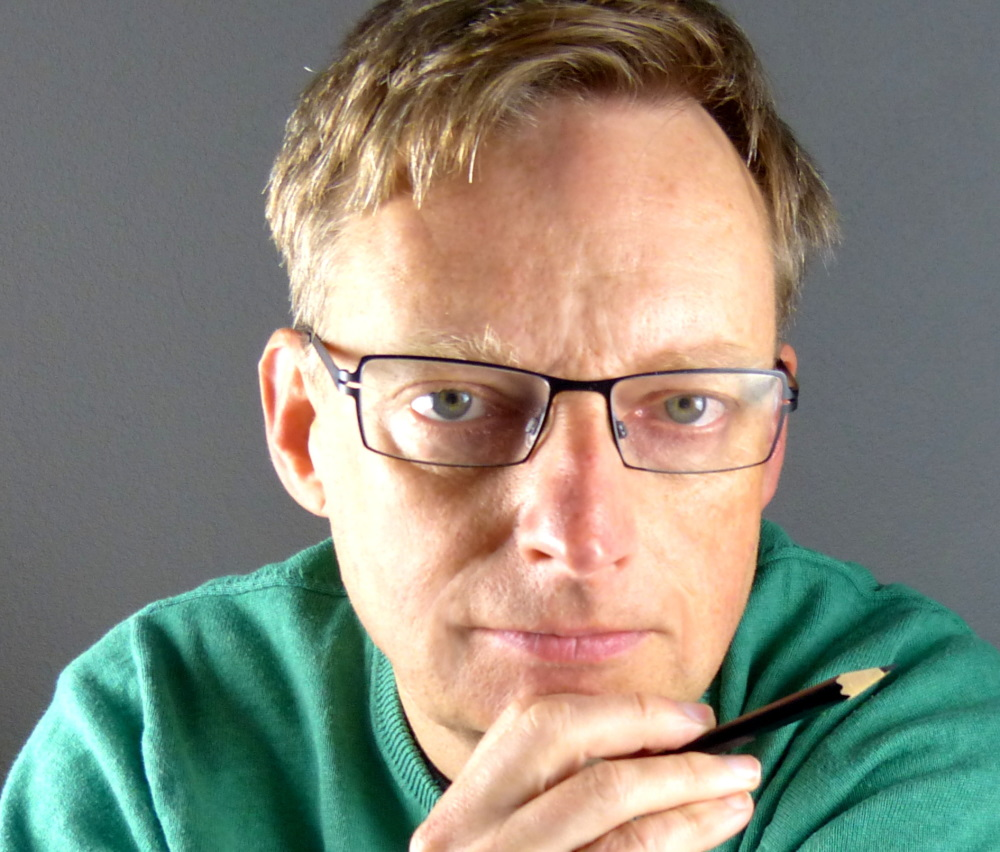
Andreas Mettler (2016)

Andreas Mettler (* 13. Juli 1968 in Aach (Hegau)) ist ein aus dem Heimcomputerbereich bekannter Spieleentwickler, Spieleautor und Satiriker.

## Spieleentwickler für den Commodore 64
Im Jahre 1986 begann Andreas Mettler Computerspiele für den C64 Heimcomputer von Commodore zu entwickeln. Diese wurden von unterschiedlichen Vertrieben, wie Software 2000 und EAS vermarktet. Nach eigenen Angaben veröffentlichte Andreas Mettler bis 1991 mehr als 40 Titel. Zu den bekanntesten Entwicklungen gehören die Spiele Limes & Napoleon aus dem Jahr 1989 und O.B.Y. 1 aus dem Jahr 1991, für die auch Konvertierungen für die Computersysteme Amiga und Atari-ST erstellt wurden. Ein Großteil seiner Computerspiele wurde im Jahre 2005 für die Sammlung C64-Classix auf CD-ROM erneut veröffentlicht. Im Jahre 2015 wurden die Grafiken und die Spielmusik zum unveröffentlichten letzten Spiel Outside wiederentdeckt und konnten Retrogaming-Gruppen erstmals verfügbar gemacht werden.

## Weitere Spieleentwicklungen
Zwischen 2002 und 2009 veröffentlichte Andreas Mettler verschiedene Browserspiele für den Flashplayer. Diese wurden inzwischen aufgrund der abnehmenden Relevanz der Flash-Plattform teilweise eingestellt. Seit 2014 entwickelt Mettler satirische Kartenspiele, die er in einer eigens dafür aufgebauten Manufaktur selbst produziert und im Direktversand vertreibt.

## Satirische Veröffentlichungen
Seit 2015 betreibt Andreas Mettler die satirische Webseite SatirePatzer und den damit verbundenen YouTube-Kanal SatireSlapstick. Andreas Mettler bezeichnet seine Veröffentlichungen als „infantile Satire“. Neben fiktiven Zeitungsartikeln und Interviews werden auch Toplisten, Musikvideos und Parodien unter Einsatz der Deepfake-Technik veröffentlicht.